# 지그필드 극장

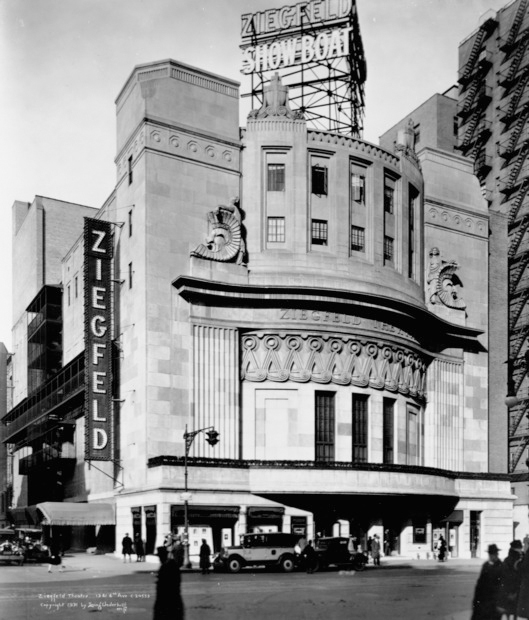

지그필드 극장(Ziegfeld Theatre)은 미국 뉴욕 맨해튼 54번가 웨스트 141에 위치한 영화관이다. 1969년에 문을 열었으며, 극장의 이름은 플로런즈 지그필드 주니어에게서 따온 것이다.